# Wladislaw Andrejewitsch Gawrikow
Wladislaw Andrejewitsch Gawrikow (russisch Владислав Андреевич Гавриков; englische Transkription: Vladislav Andreyevich Gavrikov; * 21. November 1995 in Jaroslawl) ist ein russischer Eishockeyspieler, der seit Februar 2023 bei den Los Angeles Kings in der National Hockey League unter Vertrag steht. Zuvor verbrachte der Verteidiger etwa dreieinhalb Jahre bei den Columbus Blue Jackets. Mit der russischen Nationalmannschaft gewann er unter neutraler Flagge die Goldmedaille bei den Olympischen Winterspielen 2018.

## Karriere
Wladislaw Gawrikow begann seine Karriere in seiner Geburtsstadt bei Lokomotive Jaroslawl, für dessen Juniorenteam Loko Jaroslawl er von 2011 bis 2015 in der Molodjoschnaja Chokkeinaja Liga (MHL) spielte, nachdem er beim KHL Junior Draft 2012 von Lokomotive in der zweiten Runde an insgesamt 37. Stelle ausgewählt worden war. In der Saison 2014/15 kam der Abwehrspieler zu seinen ersten Einsätzen in der Profimannschaft in der Kontinentalen Hockey-Liga. Im Juni 2017 wechselte er innerhalb KHL zu SKA Sankt Petersburg und war dort zwei Jahre aktiv.
Im April 2019 unterzeichnete Gawrikow einen Einstiegsvertrag bei den Columbus Blue Jackets aus der National Hockey League (NHL), die ihn im NHL Entry Draft 2015 an 159. Position ausgewählt hatten. Dort kam er im Verlauf der Stanley-Cup-Playoffs 2019 noch zu zwei Einsätzen.
Im Februar 2023 gaben ihn die Blue Jackets nach drei Jahren kurz vor der Trade Deadline samt Joonas Korpisalo an die Los Angeles Kings ab und erhielten im Gegenzug Jonathan Quick, ein konditionales Erstrunden-Wahlrecht für den NHL Entry Draft 2023 sowie ein Drittrunden-Wahlrecht im NHL Entry Draft 2024. Aus dem Erstrunden-Wahlrecht sollte je ein Zweitrunden-Wahlrecht für die Drafts 2023 und 2024 werden, falls die Kings die Playoffs 2023 verpassen, was jedoch nicht geschah. Im Juni 2023 unterzeichnete der Russe dann einen neuen Zweijahresvertrag mit einem durchschnittlichen Jahresgehalt von ca. 5,8 Millionen US-Dollar in Los Angeles.

### International
Wladislaw Gawrikow vertrat sein Heimatland im Juniorenbereich bei der World U-17 Hockey Challenge 2012, beim Ivan Hlinka Memorial Tournament 2012, bei der U18-Weltmeisterschaft 2013 und bei der U20-Junioren-Weltmeisterschaft 2015. Bei der Weltmeisterschaft 2017 gehörte er erstmals zum Kader der russischen Nationalmannschaft und errang mit ihr die Bronzemedaille. Anschließend folgte bei den Winterspielen 2018 unter neutraler Flagge der Olympiasieg.

## Erfolge und Auszeichnungen
- 2015 KHL-Rookie des Monats Dezember
- 2017 KHL-Verteidiger des Monats März

### International
| - 2012 Goldmedaille bei der World U-17 Hockey Challenge - 2015 Silbermedaille bei der U20-Junioren-Weltmeisterschaft - 2015 Bester Verteidiger der U20-Junioren-Weltmeisterschaft | - 2017 Bronzemedaille bei der Weltmeisterschaft - 2018 Goldmedaille bei den Olympischen Winterspielen |

## Karrierestatistik
Stand: Ende der Saison 2024/25

### International
| Vertrat Russland bei: - World U-17 Hockey Challenge 2012 - Ivan Hlinka Memorial Tournament 2012 - U18-Junioren-Weltmeisterschaft 2013 - U20-Junioren-Weltmeisterschaft 2015 | - Weltmeisterschaft 2017 - Weltmeisterschaft 2018 - Weltmeisterschaft 2019 - Weltmeisterschaft 2021 | Vertrat die Olympischen Athleten aus Russland bei: - Olympischen Winterspielen 2018 |

(Legende zur Spielerstatistik: Sp oder GP = absolvierte Spiele; T oder G = erzielte Tore; V oder A = erzielte Assists; Pkt oder Pts = erzielte Scorerpunkte; SM oder PIM = erhaltene Strafminuten; +/− = Plus/Minus-Bilanz; PP = erzielte Überzahltore; SH = erzielte Unterzahltore; GW = erzielte Siegtore; 1 Play-downs/Relegation; Kursiv: Statistik nicht vollständig)